# Райгородський провулок (Київ)
Ра́йгородський прову́лок — провулок у Голосіївському районі міста Києва, місцевість Добрий Шлях. Пролягає від Листопадної вулиці до вулиці Цимбалів Яр.

## Історія
Провулок виник у середині XX століття під назвою 364-й Новий. Сучасна назва — з 1957 року.